# Encéphalomyélite allergique expérimentale

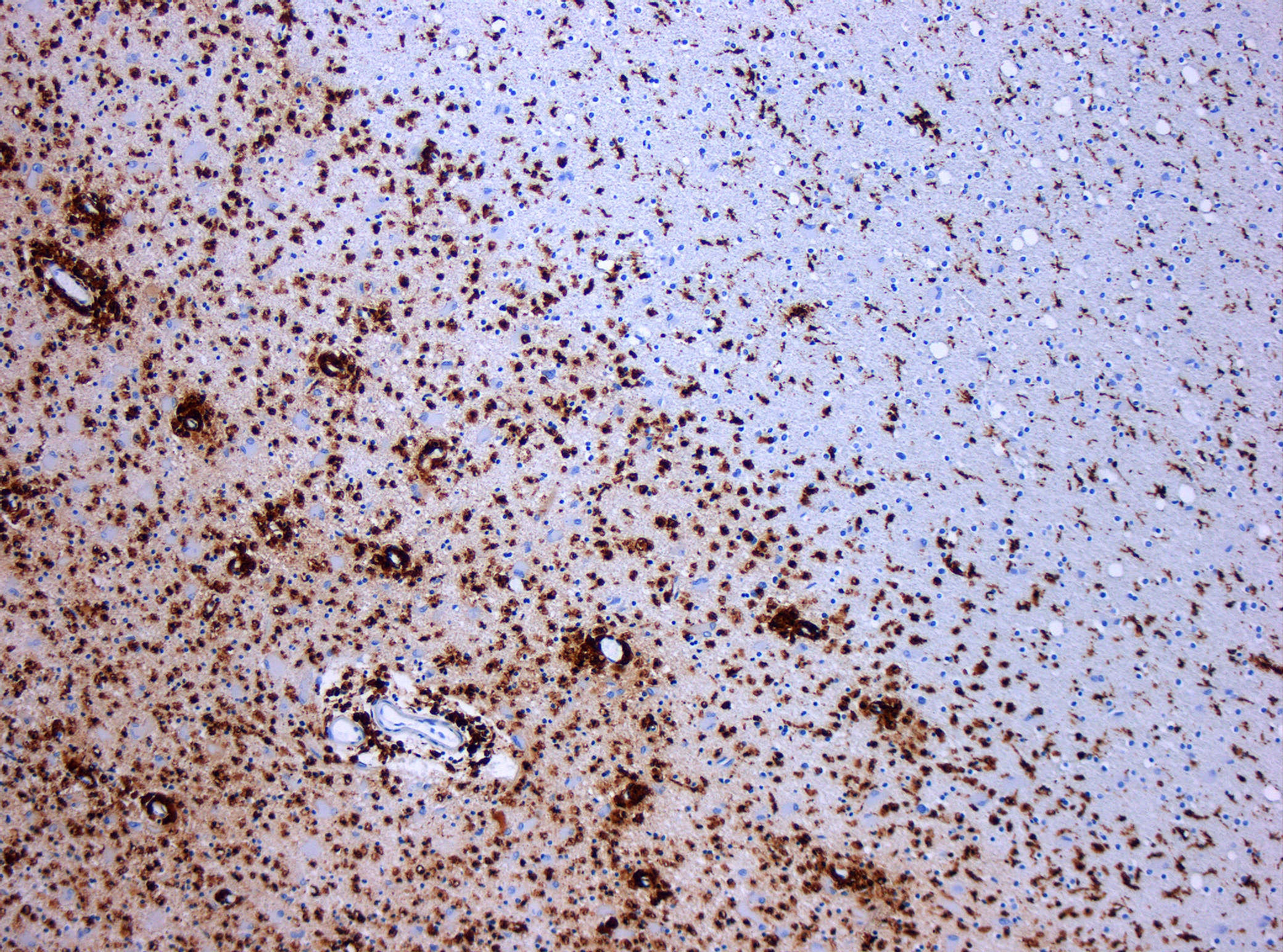
Démyélinisation due à la sclérose en plaques. Le tissu coloré par le CD68 montre plusieurs macrophages dans la zone de la lésion.

L’encéphalomyélite auto-immune expérimentale, ou encéphalomyélite allergique expérimentale (EAE), est un modèle animal de sclérose en plaques utilisé en laboratoire. 

## Histoire
La première constatation indiquant que le système immunitaire d’un individu pouvait nuire au système nerveux central eut lieu au XIXe siècle, quand un petit pourcentage d’individus ayant reçu un vaccin contre la rage, développèrent une encéphalomyélite post-vaccinale. En effet, comme le virus était cultivé dans des cerveaux d’animaux, ces vaccins contenaient des matières du système nerveux central. En 1925, Koritschoner et Scweinburg se sont inspirés de cette encéphalomyélite post-vaccinale pour créer, chez des lapins, une inflammation de la moelle épinière en injectant des débris de myéline humaine. Bien que ce modèle fût créé pour mimer l’encéphalomyélite post-vaccinale, les chercheurs se sont rendu compte au fil des années que ce modèle présentait les caractéristiques d’une maladie fréquemment rencontrée chez l’Homme : la sclérose en plaques. Ainsi, ce modèle désormais appelé EAE, est grâce à sa bonne reproductibilité, le principal modèle utilisé par les chercheurs pour étudier la sclérose en plaques. 

## Principe
L’EAE consiste en l’injection, chez un animal, d’un mélange composé d’agents pathogènes (provoquant une importante réponse immunitaire) avec une protéine de la myéline. Cette injection provoque chez l’animal une réaction auto-immune dirigée contre la myéline du système nerveux central, conduisant à une démyélinisation des fibres nerveuses et un dommage axonal, comme c’est le cas dans la pathologie humaine. Plus souvent utilisée sur les rongeurs (souris, rat  et cobaye), l’EAE peut également être induite chez le lapin et le primate non-humain. 
Certains laboratoires induisent encore leurs EAE avec des homogénats de moelle épinière ou d’encéphale. Cependant, l’utilisation de protéines purifiées est aujourd’hui plus souvent rencontrée. Parmi elles, différentes protéines de la myéline peuvent être utilisées comme antigène pour provoquer une EAE, comme la protéine basique de la myéline (MBP), la glycoprotéine oligodendrogliale de la myéline (MOG) ou encore la protéine protéolipidique (PLP). Pour provoquer une importante réponse immunitaire, plusieurs agents pathogènes sont injectés avec la protéine de la myéline, comme la Mycobacterium tuberculosis, la toxine pertussique et l’adjuvant complet de Freund. 
Quelques jours après l’injection apparaissent les premiers déficits moteurs et sensoriels, touchant principalement les membres inférieurs. En fonction de l’espèce animale et de la protéine de la myéline utilisée, l’évolution des déficits diffère, reflétant ainsi différentes formes de la sclérose en plaques rencontrées chez l’Homme. Par exemple, chez la souris de type Black-6, l’EAE induite par l’injection de la MOG est proche de la forme progressive rencontrée chez l’Homme, alors que l’EAE induite par l’injection de la PLP est proche de la forme rémittente.

## EAE passive
L’EAE peut aussi être induite de manière « passive » . Dans ce cas, ce sont des lymphocytes T activés contre la myéline qui sont injectés à l’animal (ces lymphocytes T sont isolés à partir d’un animal ayant subi une EAE active).